# Gare de Montdauphin - Guillestre
La gare de Montdauphin - Guillestre est une gare ferroviaire française de la ligne de Veynes à Briançon, située sur le territoire de la  commune d'Eygliers, à proximité de Guillestre et de Mont-Dauphin, dans le département des Hautes-Alpes en région Provence-Alpes-Côte d'Azur.
Elle est mise en service en 1883 par la Compagnie des chemins de fer de Paris à Lyon et à la Méditerranée (PLM).
C'est une gare de la Société nationale des chemins de fer français (SNCF), desservie par des trains Intercités, TER PACA et TER Auvergne-Rhône-Alpes.

## Situation ferroviaire
Établie à 888 mètres d'altitude, la gare de Montdauphin - Guillestre est située au point kilométrique (PK) 321,194 de la ligne de Veynes à Briançon (à voie unique), entre les gares ouvertes d'Embrun et de L'Argentière-les Écrins. S'intercalent les gares fermées de Saint-Clément et Châteauroux (Hautes-Alpes), en direction d'Embrun, et de Saint-Crépin et La Roche-de-Rame, en direction de L'Argentière-les Écrins.

## Histoire

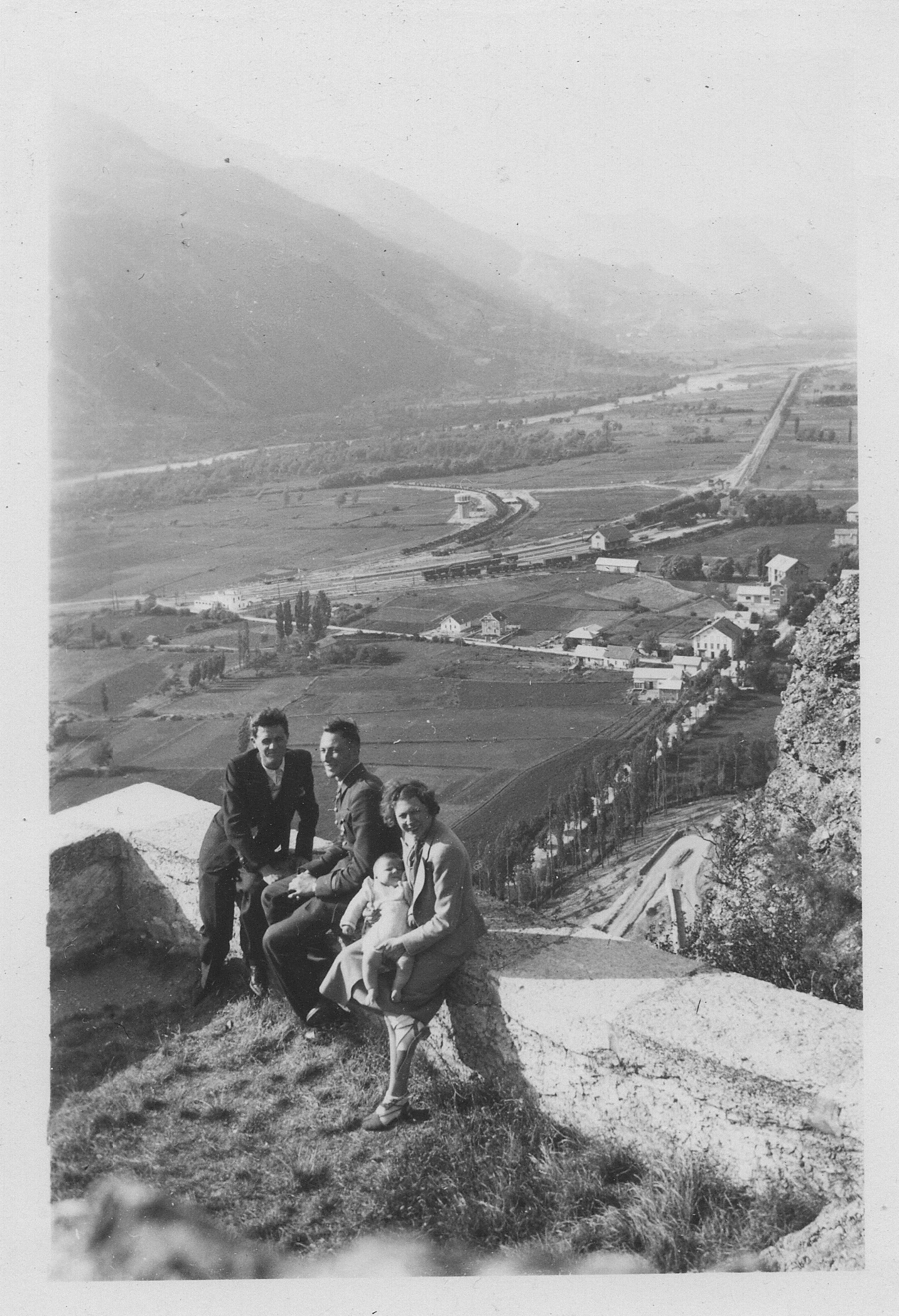
En 1936 vue depuis Montdauphin.

### Gare PLM
La gare de « Mont-Dauphin » est mise en service le 10 juillet 1883 par la Compagnie des chemins de fer de Paris à Lyon et à la Méditerranée (PLM), lorsqu'elle ouvre à l'exploitation la section de Gap à Mont-Dauphin de sa ligne de Gap à Briançon. Terminus provisoire de la ligne elle est précédée par la station de Saint-Clément.
En 1911, la gare de « Montdauphin - Guillestre », fait partie de la « ligne de Livron à Briançon ». C'est une gare qui peut recevoir et expédier des dépêches privées, elle est ouverte aux services complets de la grande et petite vitesse.

## Service des voyageurs

### Accueil

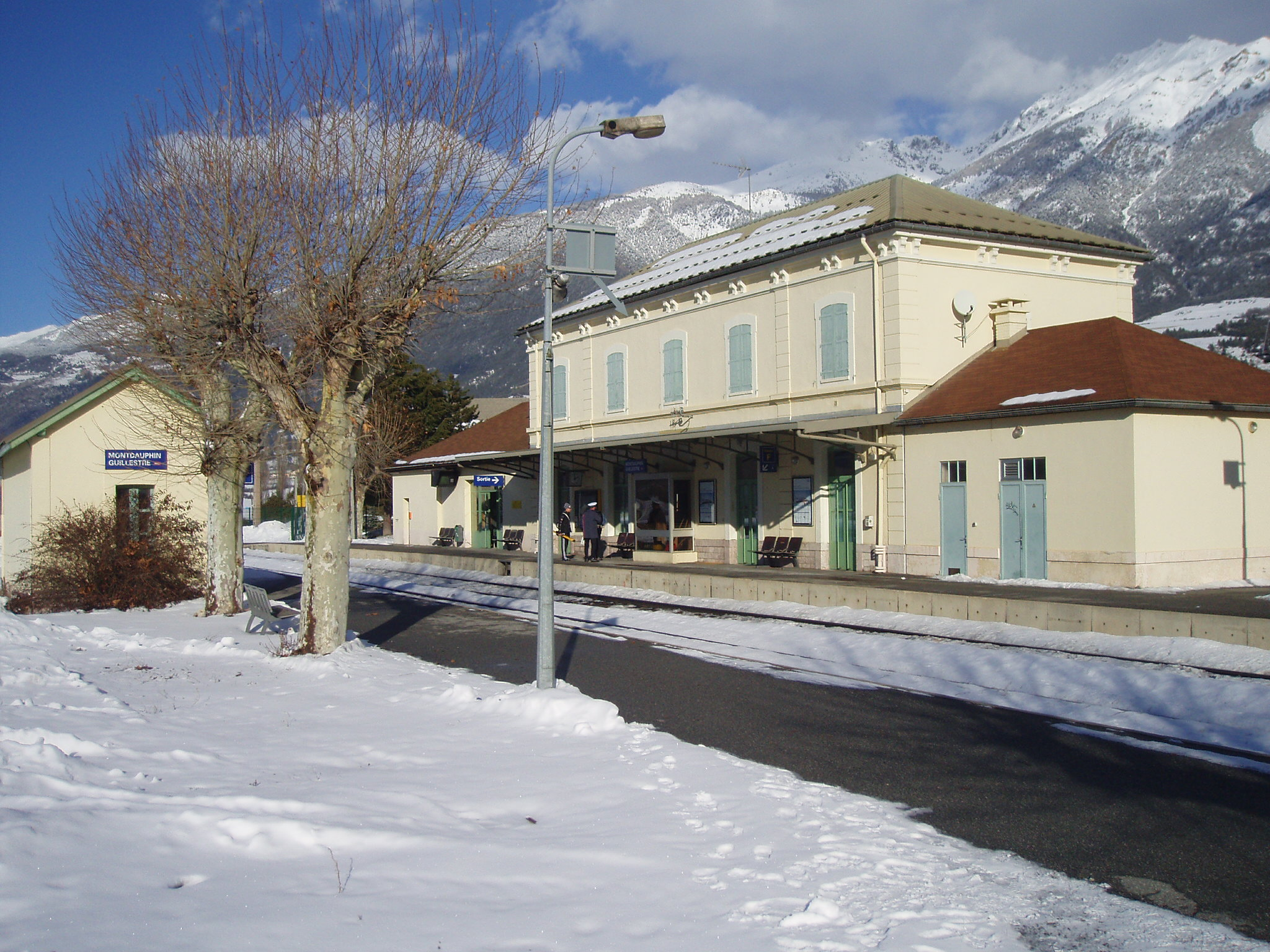
Voies et quais de la gare.

Gare SNCF, elle dispose d'un bâtiment voyageurs, avec guichet, ouvert tous les jours.

### Desserte
Montdauphin - Guillestre est desservie par les trains TER PACA et TER Auvergne-Rhône-Alpes (relations de Briançon à Grenoble, à Romans - Bourg-de-Péage et à Marseille-Saint-Charles), ainsi que par les trains de nuit (Intercités) (relation de Paris-Austerlitz à Briançon).

### Intermodalité
Un parc pour les vélos et un parking pour les véhicules y sont aménagés.